# Euphemia von Kudriaffsky
Euphemia (auch Eufemia) von Kudriaffsky (* 4. Juni 1820 in Wien; † 3. Jänner 1881 ebenda) war eine österreichische Blumenmalerin und Schriftstellerin, die vor allem zu kulturhistorischen Themen publizierte.

## Leben

### Herkunft und Berufstätigkeit
Euphemia von Kudriaffsky war das einzige Kind des im Wiener Brückenbau tätigen Ingenieurs Johann von Kudriaffsky und dessen Ehefrau Euphemia Wolff (1791–1835). Nach dem frühen Tod ihrer Eltern musste sie selbst für ihren Lebensunterhalt sorgen und trat eine Stelle als Erzieherin an. Als solche war sie zehn Jahre lang tätig. In dieser Zeit begann sie sich mit den Naturwissenschaften, insbesondere der Botanik zu beschäftigen, las wissenschaftliche Literatur und legte ein Herbarium an.

### Blumenmalerin

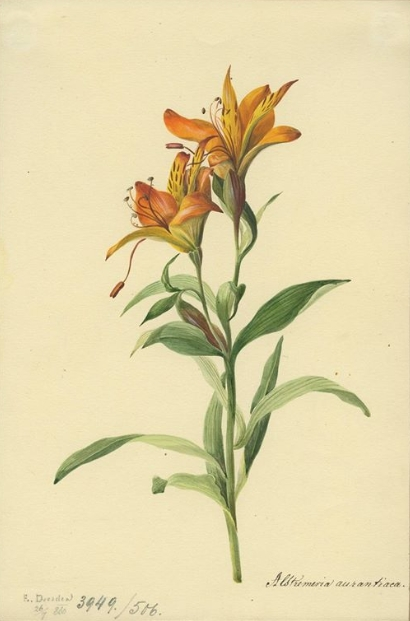
Goldene Inkalilie (Aquarell, 1860, Sammlung MAK)

Die älteste der Töchter aus dem Haushalt, in dem Kudriaffsky als Erzieherin tätig war, wurde von Moritz Daffinger porträtiert. Die Begegnung mit dem Maler und der Einblick in sein Album mit Blumendarstellungen motivierte sie dazu, sich ebenfalls der Malerei von Blumen zu widmen. Kudriaffsky erhielt kurzzeitig Unterricht von Franz Alt und einem anderen Maler, hauptsächlich aber erlernte sie die Kunst selbständig am Vorbild der Natur. Hierzu besuchte sie die Glashäuser und das Museum im kaiserlichen botanischen Garten am Rennweg. Weiters unternahm sie im Sommer Ausflüge, auf denen sie Pflanzen der Alpenflora studierte, sammelte und in Aquarell malte. Sie schuf zahlreiche solcher Blätter, von denen mehrere in Dresdener Kunstausstellungen gezeigt wurden. 1867 wurde sie Mitglied des Vereins der Berliner Künstlerinnen und nahm im gleichen Jahr an dessen Ausstellung teil.

### Schriftstellerin und Rednerin
Kudriaffsky trat auch als Verfasserin von Sachbüchern und Artikeln in Erscheinung. Um 1860 begann sie literarische Beiträge in Zeitschriften zu veröffentlichen. Hierzu gehörten unter anderem Karl Gutzkows Unterhaltungen am häuslichen Herd, Magazin für Literatur des Auslandes, Hamburger Jahreszeiten, Recensionen und Illustrirtes Familien-Journal. Ihre Themen reichten von bedeutenden Persönlichkeiten wie Joseph Haydn, Paolo Veronese und Emil Devrient, über Ereignisse wie die Weltumseglung der Novara bis hin zu Mitteilungen über das gesellschaftliche Leben in Dresden, Wien und Prag. 1871 wurde sie Mitglied im Wiener Verein Heraldisch-Genealogische Gesellschaft „Adler“ und publizierte in deren Organ über die Familie Shakespeare. Sie war zudem als Kunstkritikerin für die Zeitschrift Dioskuren tätig.
Kudriaffsky hielt auch Vorträge über kulturgeschichtliche Themen und Ästhetik. Ihr Publikum fand sie unter anderem im Frauen-Gewerbe-Verein in Wien. Eines ihrer Anliegen war es, das Wissen über die geistigen und materiellen Errungenschaften des japanischen Volkes in ihrer Heimat zu vergrößern. Beeinflusst durch die Weltausstellung 1873 hielt sie vier Vorträge über Japan und veröffentlichte diese 1874, zuzüglich einer Auswahl von japanischen Original-Predigten. Dieses Buch unter dem Titel Japan widmete sie ihrer Schülerin Tai Watanabe (Ehefrau von Hiromoto Watanabe, dem ersten Sekretär der kaiserlichen japanischen Delegation und späteren Gesandten in Wien), deren mündlichen Mitteilungen wesentlich zu dem Inhalt beigetragen hatten.
Ein anderes wiederkehrendes Thema von Kudriaffskys Schriften und Reden war die nationale und internationale Küche. 1880 veröffentlichte sie ein auf Recherchen in wenig bekannten Manuskripten beruhendes historisches Kochbuch, in dem sie in früheren Völkern gebräuchliche Nahrungsmittel, Sitten und Gebräuche beschreibt. Weitere Kapitel enthalten Zitate von Schriftstellern zum Thema Kulinarik, einen Überblick über Nationalspeisen und eine chronologische Liste bedeutender Kochbücher.

### Ehrungen, Tod und Nachlass
Euphemia von Kudriaffsky erhielt eine Reihe von Auszeichnungen. Unter anderem verlieh ihr 1880 der Fürst von Hohenzollern-Sigmaringen die goldene Medaille Bene merenti.
Kudriaffsky verbrachte ihr Leben hauptsächlich in Wien. Dort starb sie 1881 im Alter von 60 Jahren nach langer Krankheit. Sie vermachte 550 ihrer Werke  – Aquarelle mit Blumen- und Pflanzendarstellungen – dem Österreichischen Museum für Kunst und Industrie (heute Museum für angewandte Kunst). Ein umfangreicher Nachlass befindet sich in der Wienbibliothek im Rathaus.

## Veröffentlichungen (Auswahl)
- Heraldisch-genealogische Notizen über die Familie Shakespeare’s. In: Adler. Organ des heraldisch genealogischen Vereines. 1. Jg. Wien 1871, S. 113–115 (online).
- Die Wohlgerüche. Eine kulturgeschichtliche Studie. Dirnböck, Wien 1872 (online)
- Japan und seine Literatur. In: Das Ausland. Band 46. Nr. 38, 1873, S. 741–746.
- Japan. Vier Vorträge nebst einem Anhange japanischer Original-Predigten. Braumüller, Wien 1874 (online).
- Die Kreuzesschule in Oberammergau. In: Ueber Land und Meer, allgemeine illustrirte Zeitung. Band 35. 1876, S. 115–116 (online).
- Höflichkeit in Japan. In: Das Ausland. Band 50, Nr. 30, 1877, S. 592–594.
- Georg von Dyherrn: Das Buch der Frau. Lieder für stille Stunden. Hg. und Einleitung von Eufemia von Kudriaffsky. Aderholz, Wien 1879.
- Die historische Küche. Ein Culturbild. Hartleben, Wien 1880.
- Die Kunst des Geschmackvollen in Frankreich. In: Ernst Dohm, Julius Rodenberg, Franz Hirsch, Hermann Tischler, A. H. Payne (Hrsg.): Der Salon für Literatur, Kunst und Gesellschaft. 1. Band. Verlag von A. H. Payne, Leipzig 1880, S. 723–733 (online).
- Shakespeare und die Blumen. In: Die Lyra, 15. September 1893, S. 1 (online bei ANNO).
- Eine Geschichte der Kinderspiele. o. J.